# Менелай

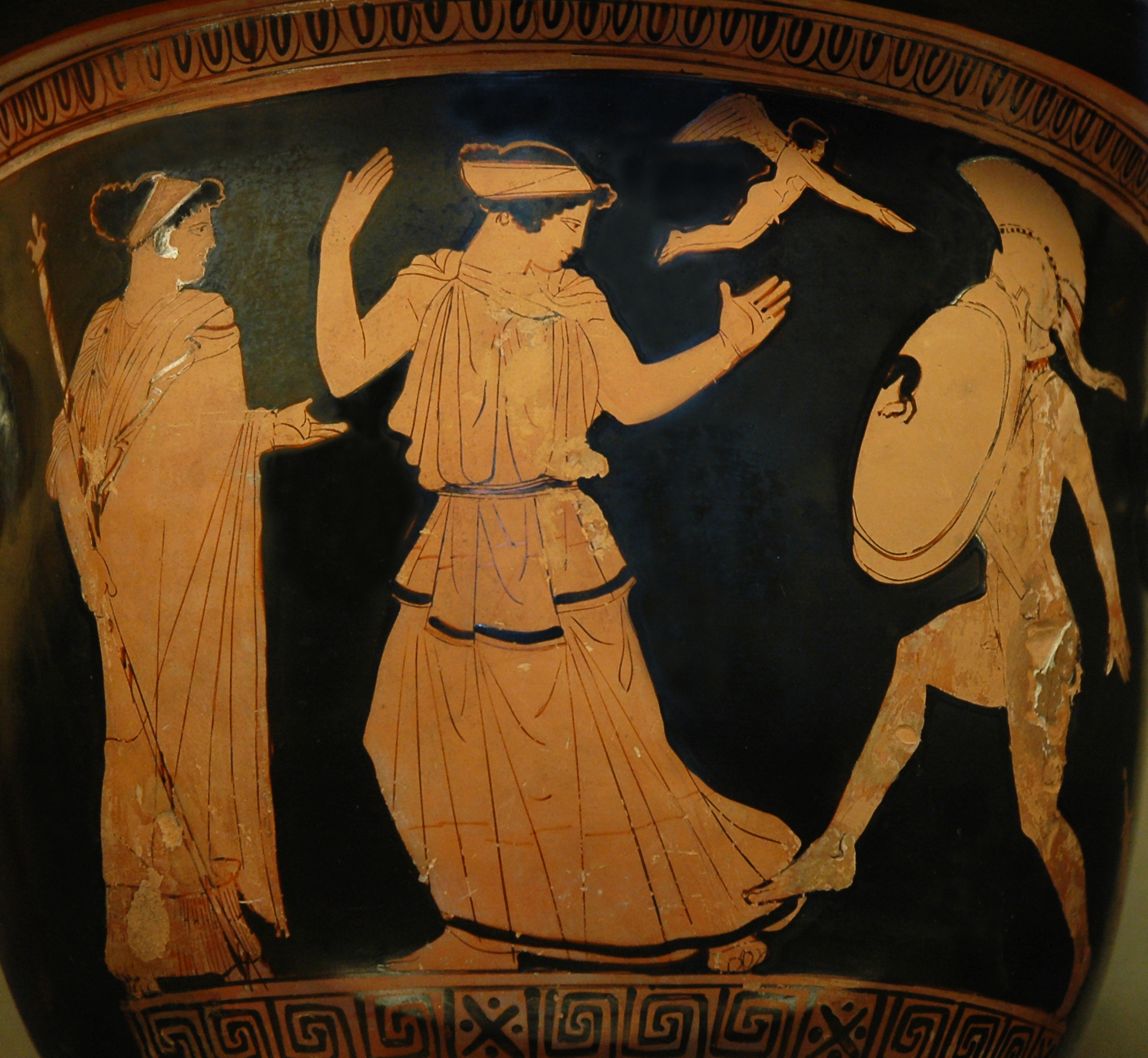
Менелай повертає Єлену

Менела́й (грец. Μενελαος) — лакедемонський цар, один з Атрідів, молодший брат Агамемнона, чоловік Єлени, батько Герміони й Мегапента.
В епосі Менелай — спартанський цар, дружину якого, Єлену, викрав Паріс, син троянського царя Пріама, що спричинило Троянську війну.

## Троянська війна
Менелай вирушив під Трою з 60-ма кораблями. Відзначався мужністю й хоробрістю, був серед тих героїв, які, сховавшись у дерев'яному коні, прорвалися до міста. Йому допомагали богині Афіна й Гера. У двобої здолав Паріса (якого від смерті врятувала Афродіта), хоробро боронив тіло вбитого Патрокла. Після захоплення Трої ахейцями разом з Єленою відплив на батьківщину, однак за велінням Зевса буря розкидала його кораблі, і він мусив протягом 8 років блукати біля Кіпру, Фінікії, Ефіопії, Єгипту й Лівії.

## Єгипетський похід
За версією давньогрецького історика Геродота Менелай вирушив до Єгипту цілеспрямовано, оскільки не знайшов у Трої ані Єлени, ані скарбів, які викрав разом з нею зі Спарти Паріс. Натомість союзники Пріама тевкри повідомили йому, що золото і дружину Менелая троянці залишили в Єгипті, куди негода занесла їхній корабель на шляху з Греції.
У Гомера є одразу два пояснення причин єгипетської експедиції, які суттєво відрізняються між собою. За одним спартанці потрапили до долини Нілу випадково, їхні кораблі спочатку на Крит, а потім і до узбережжя Єгипту занесла буря — точно так, як, за Геродотом, це сталося з Парісом. За іншим гомеровим поясненням, яке він викладає від імені Одіссея, до Африки греки пливли не за Єленою, а заради звичайного грабунку.

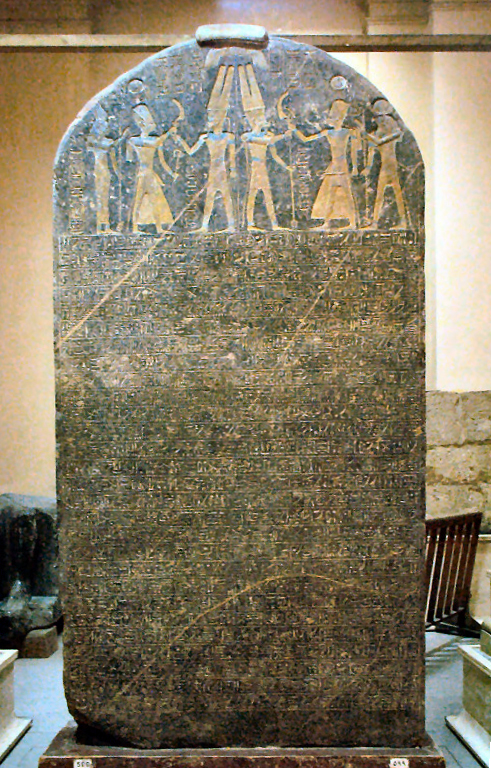
Стела Мернептаха, на якій збереглася розповідь про битву єгиптян з заморськими нападникамми

Так само два сценарії є й щодо подальших подій. Гомер у першій своїй розповіді казав, що спартанського царя фараон поселив у власному палаці та дозволив йому вільно торгувати в його володіннях. Геродот додав, що єгиптяни одразу віддали Менелаю Єлену і скарби. Конфлікт виник лише згодом, коли заради попутного вітру для повернення на батьківщину греки принесли в жертву богам єгипетських дітей. І за це були жорстоко покарані фараоном. Менелаю навіть довелося тікати до сусідів єгиптян — лівійців. За іншою версією, яку розповів Одіссей, греки одразу після прибуття до Єгипту кинулися грабувати місцевих мешканців, викрадати жінок та вбивати дітей. Ті кинулися кликати на допомогу і вже невдовзі на узбережжі з'явилося військо на чолі з фараоном. Нападників було розгромлено і перебито, а з тих, хто залишилися в живих, лише деякі змогли врятуватися втечею, всіх інших єгиптяни взяли у полон і перетворили на рабів.
Друга версія повністю збігається з повідомленнями єгипетських джерел доби фараона Мернептаха. У Саїсській битві з «народами моря» поруч з ахейцями та лівійцями єгиптяни згадують і вояків анатолійського походження — сарданів, сікулів, тиренів та лікійців. Але керував походом саме ахейський ватажок, і греки складали більшість серед заморських нападників.
Показово, втім, що після розгрому, що його завдав чужинцям Мернептах, згадки про ахейців назавжди зникли з єгипетських документів.

## Повернення до Греції
Згідно з міфами Менелай після втечі опинився на острові Фарос, де змусив Протея показати спосіб повернення на батьківщину. Менелай повернувся додому саме тоді, коли Орест ховав Клітемнестру й Егіста. Пізніші перекази доповнили міф про Менелая епізодом його зустрічі з Парісом у Дельфах до викрадення Єлени, а також розповіддю про перенесення Менелая (як зятя Зевса) живим до Елісію. Міф про Менелая широко використовували античні письменники. У мистецтві відома група «Менелай з тілом Патрокла».
Алегорично Менелай — зраджений чоловік.